# Jaan Talts
Jaan Augustovič Talts (in russo Яан Аугустович Тальтс?; Massiaru, 19 maggio 1944) è un ex sollevatore sovietico di origine estone, campione olimpico, mondiale ed europeo, che ha gareggiato nelle categorie dei pesi medio-massimi (fino a 90 kg.) e dei pesi massimi (fino a 110 kg.).

## Carriera
Iniziò da adolescente a praticare l'atletica leggera nelle specialità dei lanci, per poi passare al sollevamento pesi mentre studiava all'Istituto Tecnico per l'Agricoltura e Foreste di Tihemetsa.
Nel 1967 vinse il suo primo titolo nazionale sovietico sollevando 502,5 kg. nel totale di tre prove, primo atleta al mondo a sollevare più di 500 kg. nel totale nella categoria dei pesi medio-massimi.
L'anno successivo vinse nella stessa categoria la medaglia d'oro ai campionati europei svoltisi nel mese di giugno a Leningrado con 512,5 kg. nel totale; qualche mese dopo partecipò alle Olimpiadi di Città del Messico 1968 conquistando la medaglia d'argento con 507,5 kg. nel totale, dietro al favorito finlandese Kaarlo Kangasniemi (517,5 kg.), all'epoca fresco detentore del record mondiale nel totale con 522,5 kg. In quella gara Kangasniemi stabilì il nuovo record mondiale nella prova di strappo, mentre Talts stabilì il nuovo record mondiale nella prova di slancio. La competizione olimpica di sollevamento pesi del 1968 era valida anche come campionato mondiale.
Nel 1969 Talts passò alla categoria superiore dei pesi massimi e partecipò ai campionati mondiali ed europei di Varsavia, terminando la gara al secondo posto con 547,5 kg. nel totale, alle spalle dello statunitense Bob Bednarski, il quale nell'occasione stabilì i nuovi record mondiali nel totale con 555 kg. e nella prova di strappo con 160 kg. Talts, pertanto, si aggiudicò la medaglia d'argento mondiale e la medaglia d'oro europea, riuscendo, a sua volta, a realizzare nel corso di questa gara il nuovo record mondiale della prova di slancio con 212,5 kg.
Nel 1970 Talts vinse la medaglia d'oro ai campionati europei di Szombathely con 562,5 kg. nel totale, stabilendo il nuovo record mondiale, dopo aver stabilito nel corso della stessa gara anche quello della prova di slancio con 215 kg. Qualche mese più tardi vinse la medaglia d'oro anche ai campionati mondiali di Columbus, realizzando i record mondiali della prova di distensione lenta con 200 kg. e del totale con 565 kg.
Due anni dopo vinse la medaglia d'oro ai campionati europei di Costanza con 587,5 kg. nel totale e, alcuni mesi dopo, partecipò alle Olimpiadi di Monaco di Baviera 1972, vincendo il titolo olimpico con 580 kg. nel totale. Anche in quell'edizione la competizione olimpica era valida anche come campionato mondiale.
L'anno successivo pose termine alla sua carriera di sollevatore, durante la quale realizzò un totale di 39 record mondiali così suddivisi: 16 nella categoria dei pesi medio-massimi, di cui 3 nella prova di strappo, 7 nella prova di slancio e 6 nel totale; 23 nella categoria dei pesi massimi, di cui 10 nella prova di distensione lenta, 7 nella prova di slancio e 6 nel totale.
Dopo il ritiro dalle competizioni diventò allenatore di sollevamento pesi, guidando anche la squadra nazionale estone di questa disciplina.
Nel 1998 Jaan Talts è stato inserito nella Hall of Fame della IWF.